# Saxifragaceae
Камењарке (Saxifragaceae) је породица дикотиледоних биљака из реда Saxifragales. Обухвата 33 рода са око 640 врста. Породица је распрострањена у умереним и суптропским областима.

## Родови
Укључује следеће родове: